# 스와보미르 슈말
스와보미르 보그단 슈말(폴란드어: Sławomir Bogdan Szmal, 1978년 10월 2일~)은 폴란드의 핸드볼 선수, 지도자로 포지션은 골키퍼이다. 현역 시절 대부분의 선수 경력을 폴란드 핸드볼 수페를리가에서 보냈으며, 독일 분데스리가의 TuS 네텔슈테트뤼베크와 라인네카어 뢰벤에서 뛰었다. 또한 폴란드 리그에서 뛰는 동안 리그 우승 7회, 폴란드컵 우승 7회를 달성했으며, 2016년에는 EHF 챔피언스리그 우승을 달성했다.
국제 대회에 폴란드 대표팀 선수로 활약하였으며, 1998년부터 2018년까지 298경기에 출전하여 폴란드 대표팀 최다 출전 기록을 보유하고 있다. 또한 2008년과 2016년 하계 올림픽에 참가했고 세계 선수권 대회에서 준우승 1회, 3위 2회 달성하였다. 2009년에는 폴란드 선수로는 최초로 국제 핸드볼 연맹 선정 올해의 선수로 선정되었다.